# Стативкин, Геннадий Тимофеевич
Геннадий Тимофеевич Стативкин (род. 17 апреля 1937 года в Смоленске) — педагог, методист-исследователь, автор и разработчик новых прогрессивных методов обучения игры на выборном баяне, конструктор-методист по разработке специальных детских музыкальных инструментов. Заслуженный работник культуры Украины (1991 г.). Непрерывный стаж работы в Керченской музыкальной школе 57 лет.

## Биография
Образование: в 1952 году окончил Симферопольскую музыкальную школу по классу аккордеона (пед. Сурков С. В.); в 1956 году — Симферопольское музыкальное училище по классу баяна (пед. Коваленко И. М. и Кравченко В. М.); в 1971 году — Московский Государственный музыкально-педагогический институт им. Гнесиных по классу баяна (педагог Беляков В. Ф.).
С 1959 года работает в Керченской музыкальной школе. Девизом педагогической деятельности для него стало крылатое изречение выдающегося педагога — профессора Московской консерватории Генриха Густавовича Нейгауза: «Нам не надо сто тысяч пианистов, а нам нужно сто тысяч просвещённых слушателей». Именно в этой связи сферой научных изысканий Стативкина стала идея массового обучения баянистов на высоком профессионально уровне и признание баяна как равноправного в ряде других классических инструментов.
Начиная с 1961 года, Геннадий Стативкин проводит интенсивные изыскания в области исполнительства на выборном баяне. Он разработал целый ряд действующих образцов детских учебных готово-выборных баянов с двумя левыми сменными полукорпусами. Также им были разработаны новые аппликатурные принципы игры на выборной клавиатуре баяна, которые получили своё практическое отражение в учебно-методическом пособии «Аппликатура готово-выборного баяна».

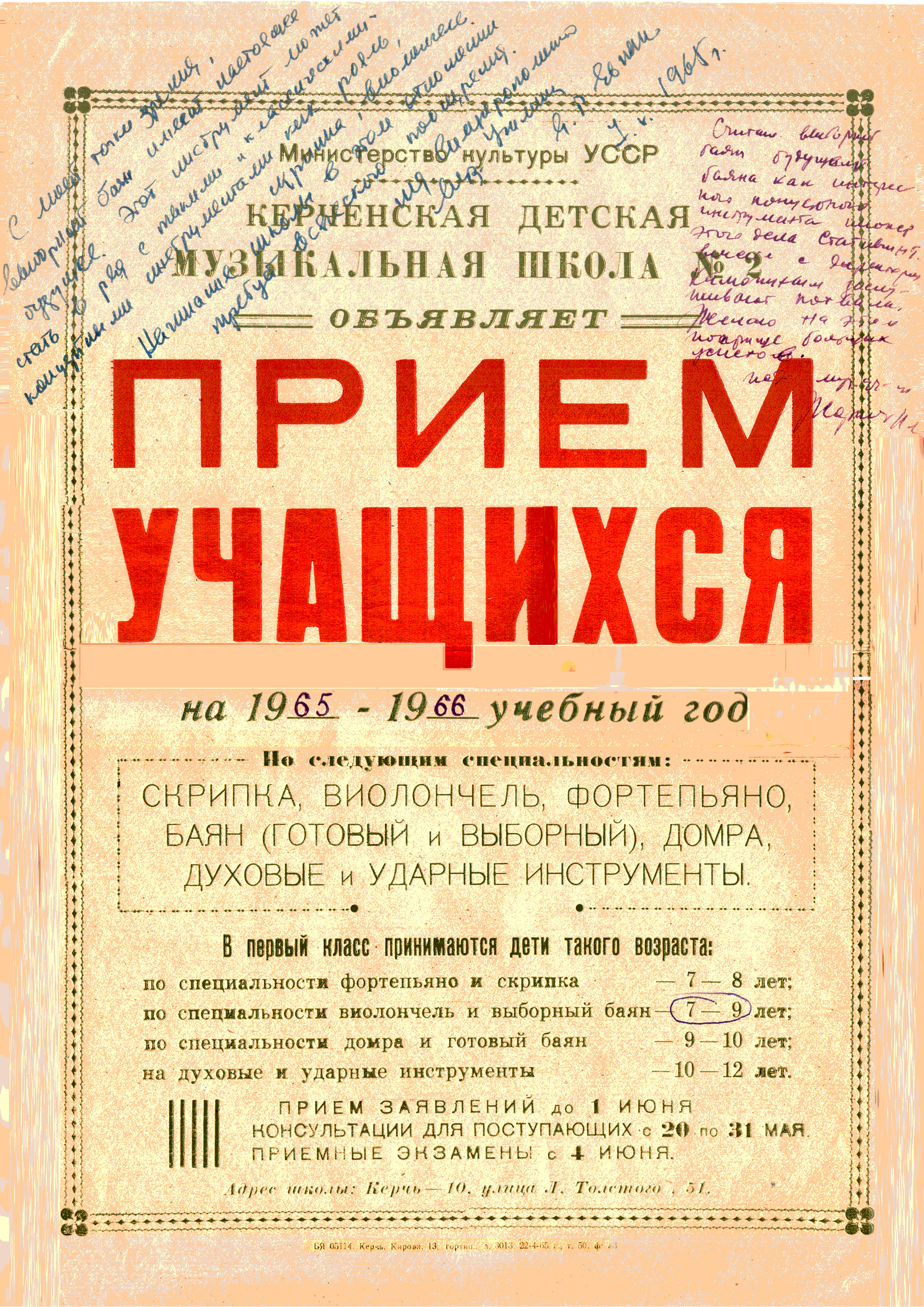
Афиша — 1965 г

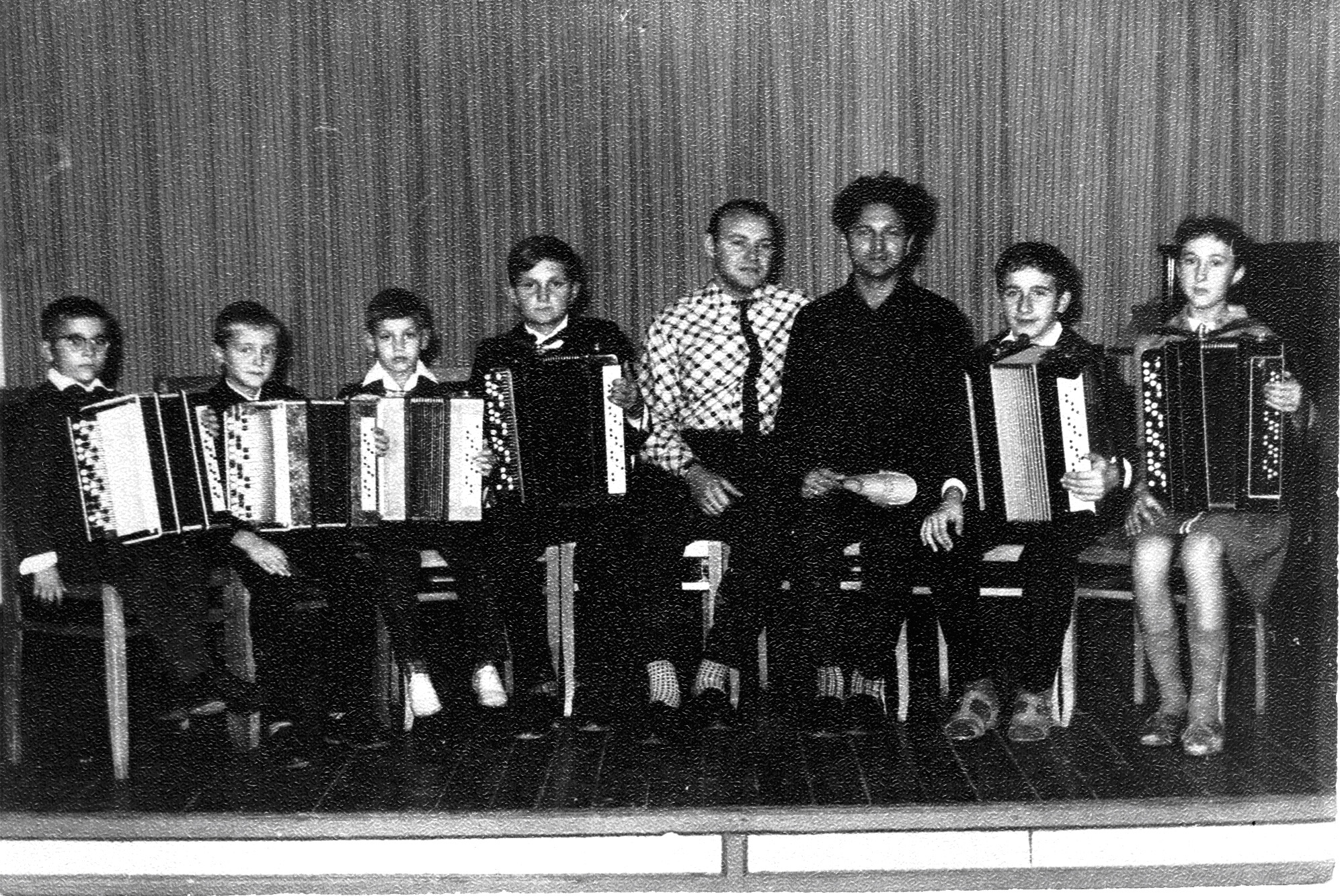
1965 год — Ученики класса выборного баяна (слева направо): Остроухов Вова, Коваленко Вова, Богачёв Саша, Протасов Володя, Юрченко Олег, Лавирко Марина

В 1965 году, при поддержке Крымского методического кабинета (председатель Жорняк Н. В.) и с разрешения Министерства культуры Украины, на базе Керченской музыкальной школы № 2 был официально открыт первый в Советском Союзе экспериментальный класс готово-выборного баяна, который, по сути дела, стал для Геннадия Тимофеевича настоящим полигоном-лабораторией для многолетней научно-исследовательской деятельности в области массового музыкального воспитания. Через его руки прошло более 200 ребят, которые систематически выступали на различных педагогических конференциях и семинарах, убедительно демонстрируя преимущества новой методики обучения «от выборного баяна к готовому». Многие из них впоследствии стали профессиональными музыкантами. Среди них выпускники Уфимского института искусств — заслуженный работник культуры России Юрий Тютрин и заслуженный работник культуры Автономной Республики Крым Владимир Протасов, а дочь Геннадия Тимофеевича, Маргарита Геннадьевна Стативкина (выпускница ГМПИ им. Гнесиных, класс профессора Егорова Б. М.), является профессором Национального института высшего образования в Алжире и участником многих национальных и международных фестивалей народной и классической музыки, выступает в качестве солиста и руководителя различных народных, камерных и эстрадных ансамблей.
В 1973 году на специальном совещании, созванном по инициативе Министерства культуры СССР в городе Москве, практические результаты преподавателя Стативкина были признаны «… как весьма положительные и имеющие большое значение для дальнейшего совершенствования методов музыкального воспитания и обучения юных музыкантов в музыкальных школах Советского Союза».
В результате публикации материалов и решений вышеназванного совещания в журнале «Музыкальная жизнь», № 9 за 1973 г. (статьи Егорова Б. М. под названием «Детскому выборному баяну — зелёную улицу!»), удалось привлечь внимание представителей музыкальной промышленности УССР, которые на основе рекомендаций Стативкина подготовили и наладили серийное производство целого семейства детских выборных и выборно-готовых баянов типа: «Малыш», «Новинка», «Родничок», «Прима», «Октава», «Октава-2», «Донбасс-2» — которые позволили начинать обучение детей с дошкольного и младшего школьного возраста (с 5-6 лет), как это принято на многих классических специальностях — например, скрипке и виолончели.
В 1974 году приказом по Министерству культуры Украины Стативкин назначается одним из руководителей Республиканского «Эксперимента по внедрению новых прогрессивных методик по обучению игре на выборно-готовом баяне с 7-летним сроком обучения».
В 1975 году, с целью решения совместно с Министерством культуры РСФСР вопросов проведения экспериментальной работы по проведению обучения игры на выборно-готовом баяне в ДМШ двух республик, Геннадий Стативкин, как руководитель экспериментальной работы, был официально назначен специальным представителем Украины в Москве.
В 1981 году на Шестом республиканском итоговом семинаре, при подведении итогов семилетней экспериментальной работы по обучению учащихся ДМШ игре на выборно-готовом баяне, «особо была отмечена работа руководителя эксперимента преподавателя Керченской ДМШ № 2 Стативкина Г. Т. по пропаганде и распространению новой методики обучения игре на выборно-готовом баяне».
По данным Научно-методического кабинета по учебным заведениям Украины в Эксперименте (1974—1981 гг.) приняли участие более 300 музыкальных школ.
Таким образом, научно-исследовательская разработка новой методики прошла тщательную практическую проверку и легла в основу Учебного плана и Всесоюзной программы по классу баяна, которую в 1985 году, вместе с пояснительной запиской и краткими методическими указаниями, составленными Стативкиным, рекомендовали использовать в системе детского музыкального образования всех республик Советского Союза.
В 1989 году издательством «Музыка» (г. Москва) было подготовлено к печати учебное пособие Г. Т. Стативкина «Начальное обучение на выборно-готовом баяне», которое полностью соответствовало всем методическим положениям, заложенным в «Программе для выборно-готового баяна» 1985 года.

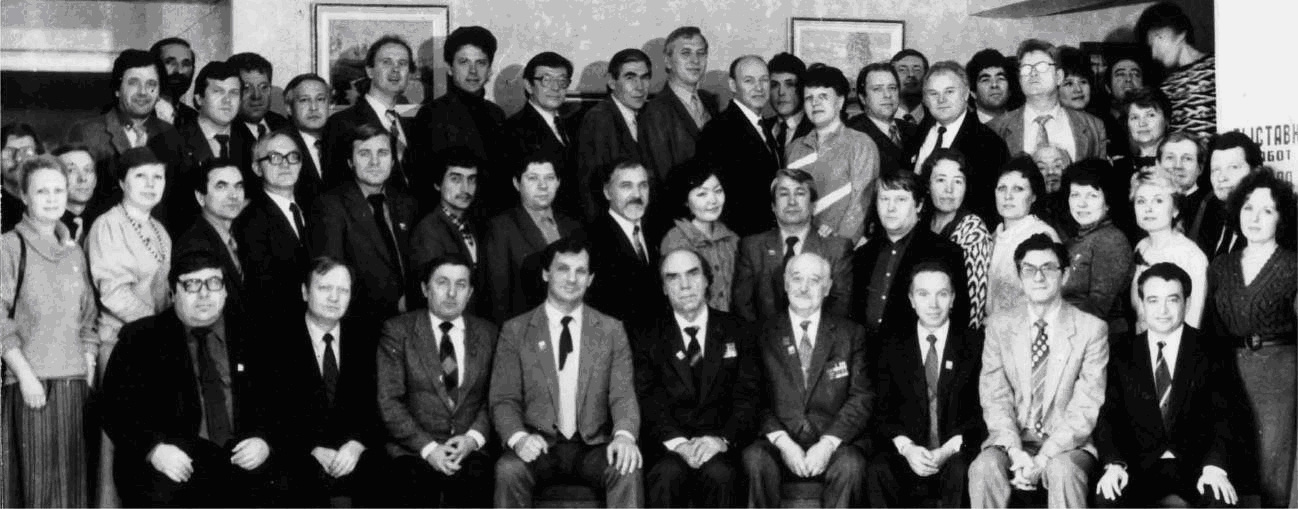
Участники Всесоюзного семинара «Перестройка начального музыкального образования и пути совершенствования обучения баянистов в детской музыкальной школе» (г. Пенза). Первый ряд: Б. М. Егоров (второй), А. А. Тимошенко, В. А. Семёнов, М. Г. Солопов, Н. Я. Чайкин, Ю. Г. Ястребов, В. П. Власов, И. Г. Пуриц

1989 год — Всесоюзный семинар «Перестройка начального музыкального образования и пути совершенствования обучения баянистов в ДМШ» в Пензе занимает особое место в творческой и общественной деятельности Геннадия Стативкина.
Это итоговый рубеж за предыдущие 28 лет очень напряжённой исследовательской работы и борьбы в достижении глобальной цели — «массового обучения баянистов на выборно-готовом баяне по 8-летней программе в государственной системе образования Детских музыкальных школ».
Именно здесь, на самом высоком профессиональном уровне были официально утверждены все документы, на основании которых обучение баянистов по 7-8-летней программе по методическому принципу «от выборного баяна к готовому» стало юридически обоснованным.
Более того, в решениях семинара отдельном пунктом было записано: «Рекомендовать Министерству культуры СССР — ходатайствовать перед МК УССР о присвоении почётного звания преподавателю-методисту Стативкину Г. Т. (Керченская ДМШ № 2) — за многолетнюю плодотворную творческую и научно-педагогическую деятельность».
1992 год — спустя три года после Всесоюзного семинара в Пензе, на Международном конгрессе в Кастельфидардо (Италия) была подтверждена эффективность вышеуказанной системы начального обучения.
Из заключительной речи Могенса Эллегарда: «… Экспертный Совет рассмотрел преимущества и недостатки различных существующих клавишных систем — с точки зрения педагогики, методологии и физиологии, и мы единодушно пришли к выводу, что изучающие выборную систему должны начинать своё музыкальное образование с хроматической кнопочной системы в обеих руках…».
С 1989 по 1991 год Стативкин исполнял обязанности заместителя председателя Всесоюзного учебно-методического Совета по начальному и среднему специальному образованию при Министерстве культуры СССР.
В качестве внештатного методиста Министерства культуры Украины, а затем и Министерства культуры СССР, Стативкин (начиная с 1975 года) провёл десятки семинаров и курсов повышения квалификации педагогов-баянистов и аккордеонистов на уровне Республиканских и Областных управлений культуры. Его общественно-просветительские маршруты охватили более 50 городов, начиная с Украины, Москвы, Киева, Минска, Алма-Аты и многих Областных центров культуры России.

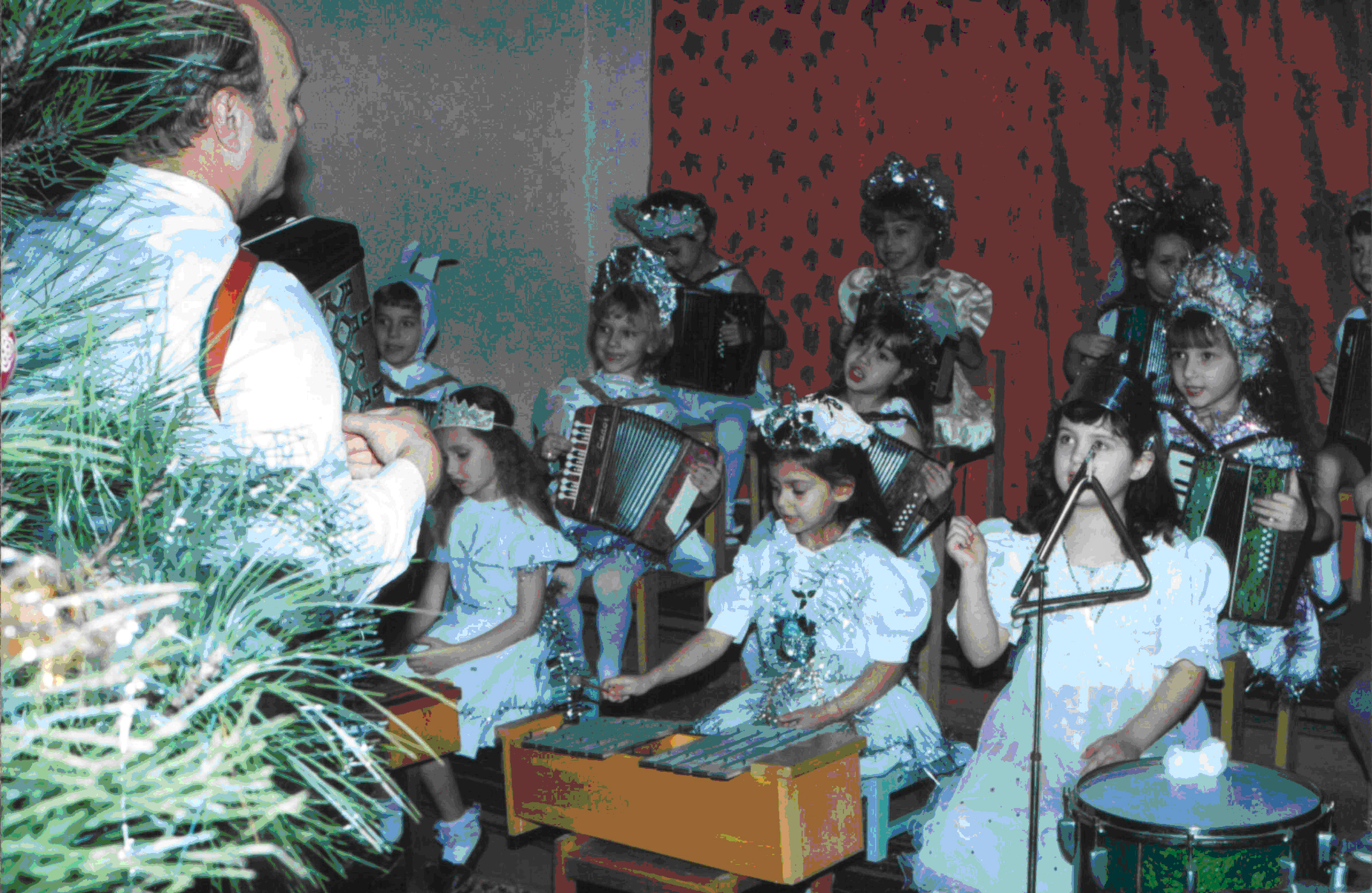
Детский оркестр «Гармоника»
Детсад № 29 «Звёздочка» — г. Керчь, 1997 г.

С 1992 по 1998 годы, на базе детского сада № 29 «Звёздочка» (Керчь) занимался разработкой методики «массового — коллективного музыкально-эстетического воспитания детей дошкольного возраста».
На основе указанной деятельности для серийного производства на Горловской фабрике баянов был разработан специальный детский оркестровый комплект «Гармоника» и соответствующее методическое пособие — «Дети и Оркестр».
В 2004 году сразу трём его новым учебно-методическим работам был присвоен официальный гриф «Допущено отделом учебных заведений Министерства культуры Автономной Республика Крым в качестве учебников для начальной системы учебных заведений искусств»:
- Учебно-методическое пособие «Научусь-ка я играть!» — Начальная школа игры на выборно-готовом баяне" (в 3-х частях) — которая, в отличие от широко известного пособия Г. Т. Стативкина 1989 г. «Начальное обучение на выборно-готовом баяне», охватывает полный цикл обучения баянистов в системе музыкальных школ: 1 часть для 1-2 класс ДМШ, 2 часть для 3-4 класс ДМШ, 3 часть для 5-6 класс ДМШ.
- Практическое учебно-методическое пособие «Образное развитие динамического слуха и формирование навыков звукоизвлечения на баяне».
- Практическое учебно-методическое пособие для детей дошкольного возраста «Дети и Оркестр».

В настоящее время все эти работы подтверждены соответствующими авторскими свидетельствами и патентом.
В разные годы о Геннадии Стативкине много писали не только в местной печати, но и в таких журналах, как «Музыкальная жизнь» (1973 и 1990 гг.), «Музыка» (1976 г. — Киев), «Советская музыка» (1978 г. — Москва).
2000 год — в специальном выпуске Крымского альманаха «Встречаем третье тысячелетие» Стативкин был включён в состав «500 личностей Крыма».
Фамилия Стативкина внесена во Всесоюзный энциклопедический «Справочник баяниста» изданий 1982 и 1987 годов.
2003 год — издательство «Кифара» выпустило в свет справочник «Баянное и аккордеонное искусство» — (автор А. П. Басурманов, общ. ред. Н. Я. Чайкина), где в числе наиболее известных педагогов и конструкторов-баянистов была отражена и его творческая деятельность.

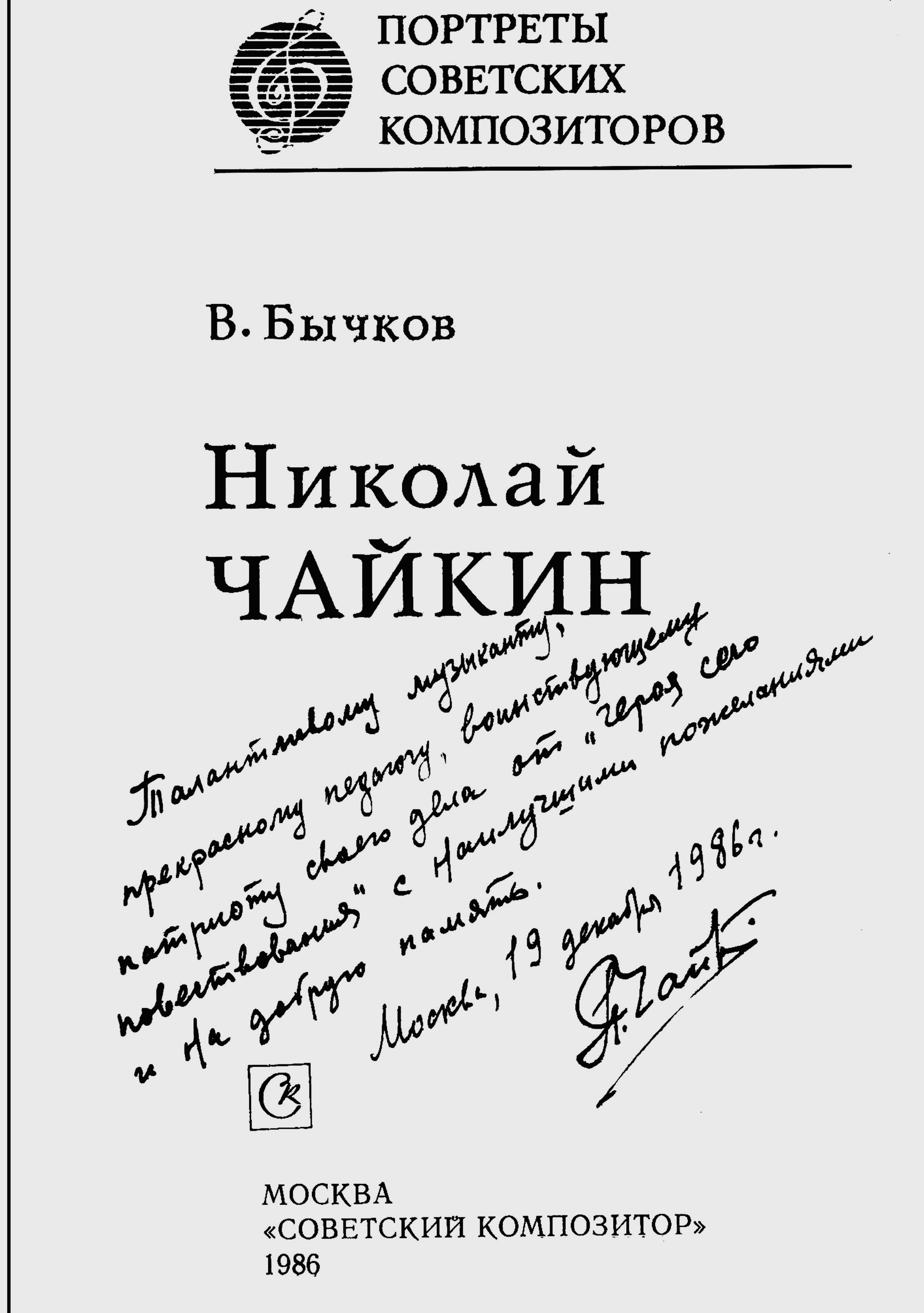
Дарственная подпись Н. Я. Чайкина

Однако наиболее ёмкая характеристика творческой деятельности Г. Т. Стативкина дана Вице-президентом Международной конфедерации аккордеонистов при ЮНЕСКО (1970—1972) Н. Я. Чайкиным в дарственной подписи к «Портретам советских композиторов»: «Талантливому музыканту, прекрасному педагогу, воинствующему патриоту своего дела…»
Решением исполнительного комитета Керченского городского совета Стативкин Г. Т. награждён двумя почётными знаками города-героя Керчи:
- «В память 2600-летия Города-Героя Керчи»
- «За Службу и Верность»

В настоящее время Геннадий Тимофеевич продолжает свою творческую деятельность и завершил очередное учебно-методическое пособие под названием «Ритмическая грамматика музыканта», которая, по замыслу автора, должна оказать практическую помощь не только ученикам, но и педагогам всех музыкальных специальностей.